# Quadratmetergewicht
Als Quadratmetergewicht, Grammgewicht oder Grammatur bezeichnet man im Druck das Flächengewicht von Papier oder allgemein bedruckbaren Stoffen wie Folien oder Textilien, ausgedrückt in Gramm pro Quadratmeter.
Dabei unterscheidet man abhängig vom Gewicht die folgenden Papiersorten:
| Gewicht in g/m² | Bezeichnung                 |
| --------------- | --------------------------- |
| bis 025         | Seidenpapier, Tissue-Papier |
| 25 bis 060      | Dünndruckpapier             |
| 80 bis 120      | gängiges Werkdruckpapier    |
| 150 bis 250     | Halbkarton                  |
| 250 bis 600     | Karton                      |
| ab 600          | Pappe                       |